# Habsburger-Schloss (Cieszyn)

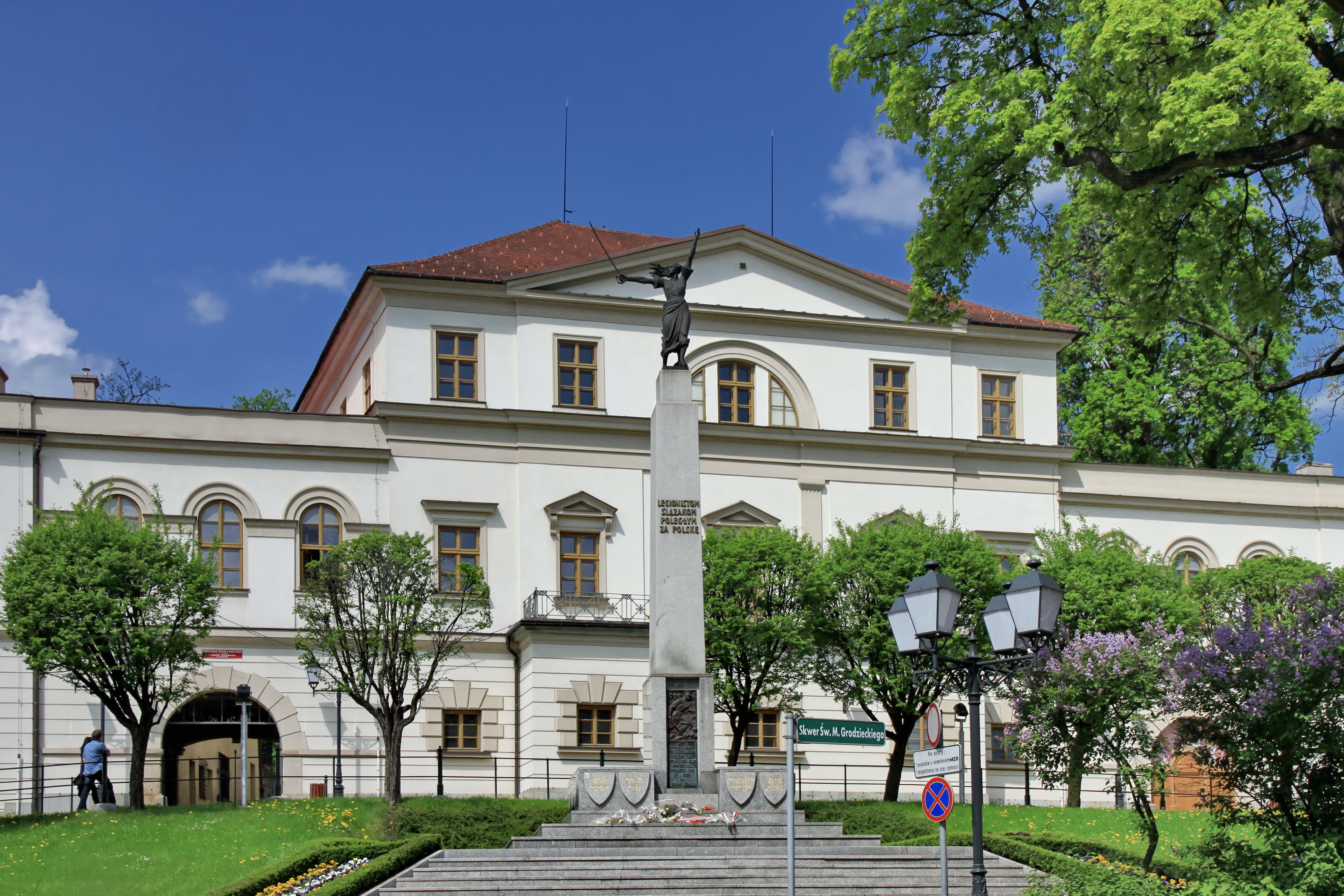
Das Schloss im Jahre 2013

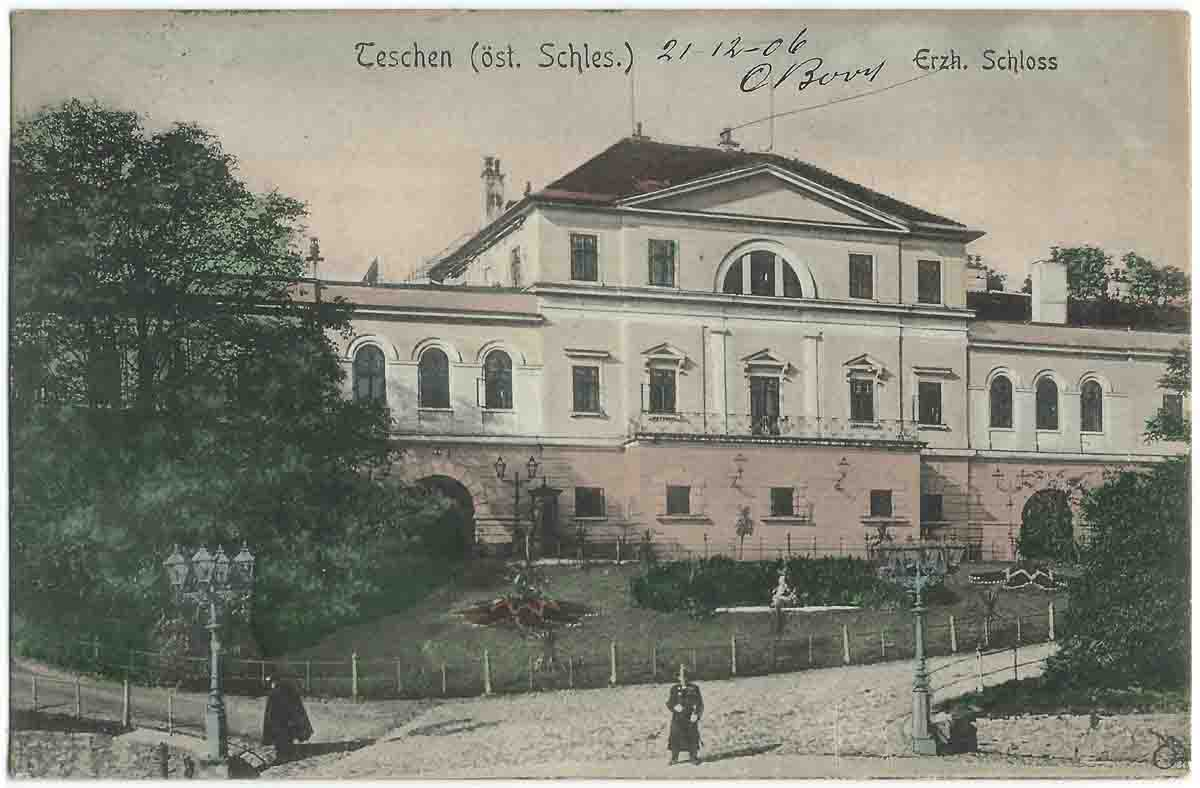
Das Schloss im Jahre 1906

Das Habsburger-Jagdschloss (polnisch Pałac Myśliwski Habsburgów) befindet sich in Cieszyn im Powiat Cieszyński in der polnischen Woiwodschaft Schlesien. Das klassizistische Schloss liegt in den Ausläufern der Schlesischen Beskiden am rechten Ufer der Olsa auf dem Teschener Burgberg.

## Geschichte
Auf dem Burgberg befand sich bereits im 9. Jahrhundert eine slawische Befestigung. Die Burg Teschen wurde nach Gründung des Herzogtums Teschen im 13. Jahrhundert ausgebaut. Im 16. Jahrhundert wurde die Burg zu einem Renaissance-Schloss der schlesischen Piasten umgestaltet. Während des Dreißigjährigen Kriegs wurde es in Mitleidenschaft gezogen, schließlich 1646 von schwedischen Truppen zerstört. 
Erzherzog Karl ließ die Ruine der oberen Burg größtenteils abtragen und an ihrer Stelle einen englischen Park errichten. Die Ruine der unteren Burg ließ er im klassizistischen Stil von Joseph Kornhäusel in ein Jagdschloss umbauen. Daneben errichtete er die Schlossbrauerei Cieszyn. Das Schloss wurde Sitz der Teschener Kammer. Franz Liszt gab dort 1846 ein Konzert, und Erzherzog Eugen ließ dort Opern Richard Wagners aufführen. Kaiser Franz Joseph war 1880, 1890 und 1906 zu Gast im Schloss. Nach Ausbruch des Ersten Weltkriegs wurde Erzherzog Friedrich Heerführer der österreichisch-ungarischen Armee und das Gebäude damit Sitz des Armeeoberkommandos von 1914 bis 1917. In dieser Zeit waren Kaiser Karl I., Kaiser Wilhelm II., König Ferdinand I. und Paul von Hindenburg zu Gast. Das letzte große Treffen der Monarchen der Mittelmächte im Schloss fand im Dezember 1916 statt. In den letzten Kriegstagen fand dort der Nationalrat des Herzogtums Teschen statt, der sich für den Anschluss des Herzogtums an die Zweite Polnische Republik einsetzte. Seit 1947 beherbergt das Schloss die Ignacy-Paderewski-Musikschule.